# Чайник
Чайникът е неголям затворен кухненски съд за варене на чай или за запарване на листа или цветове от билки. Състои се от тяло, дръжка, капак и издължен отвор. Чайниците за варене на чай се изработват от метал. Съществуват и електрически чайници. В тях се вари водата, необходима за приготвяне на горещите напитки. За тази цел чайникът се поставя на запален газов или електрически котлон. Много от съвременните чайници имат и свирка, която дава знак (под действието на парата), че водата е завряла.
Чайниците за запарване на листа или цветове са порцеланови или стъклени. Горещата вода се налива през горния отвор и след това се слага капака като билките или листата се оставят да престоят в горещата вода. Чаят се сервира през малкия отвор.